# Verfmolen

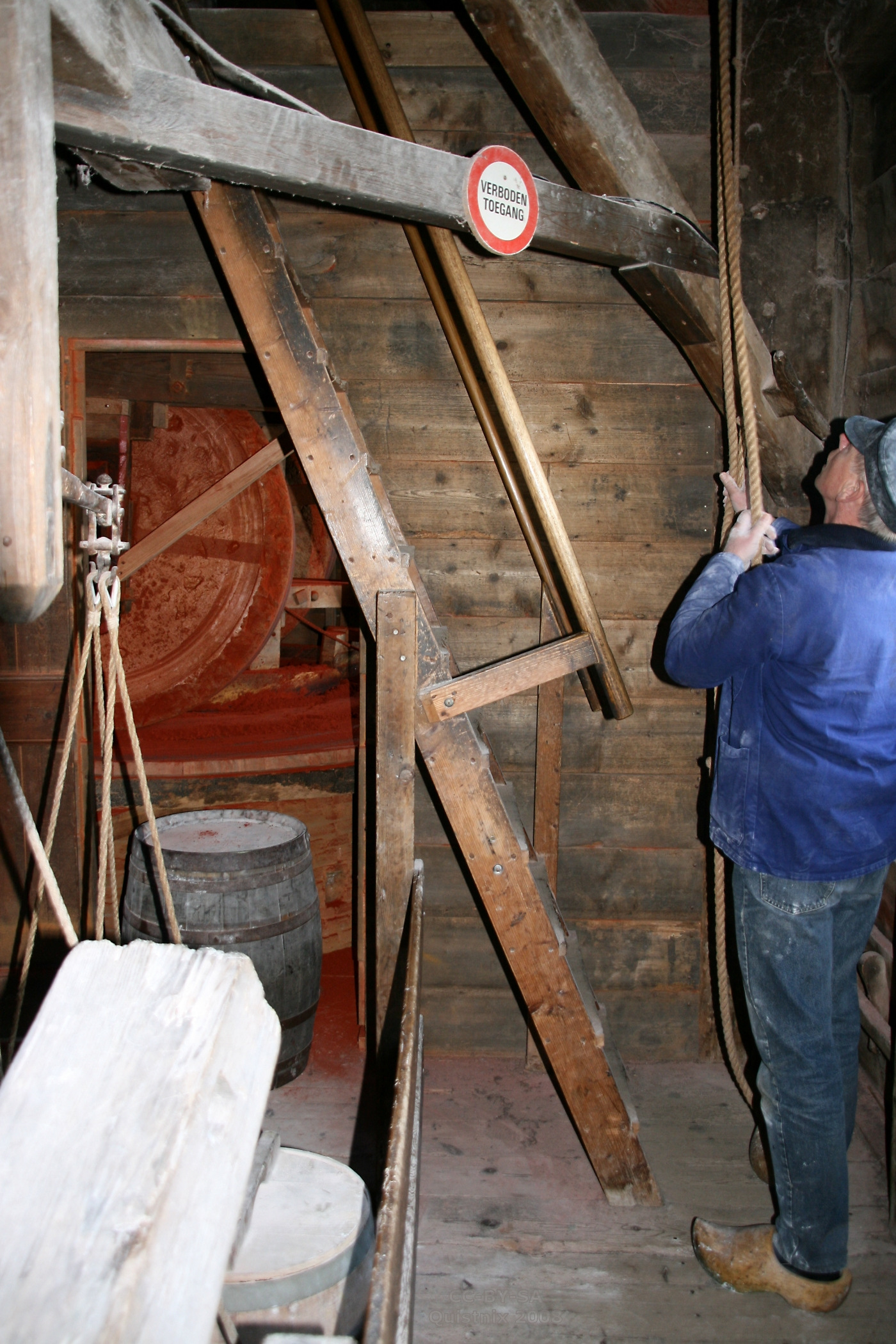
Kantstenen met rood pigment in molen De Kat

Een verfmolen is een molen die grondstoffen voor verf vermaalt. Deze grondstoffen bestaan vooral uit aarden, verfhout, krijt, smalt sommige natuursteensoorten als azuriet en malachiet, en beenzwart. Een molen die voornamelijk krijt vermaalt wordt krijtmolen genoemd. Uit de Zaanstreek zijn 62 verfmolens bekend.

## Brazielhout
De eerste verfmolen bevond zich in Zaandijk. Deze werd in gebruik genomen door Pieter Jansz. van der Ley in 1601. Het was een 'brazielhoutmalersmolen', een molen die brazielhout vermaalde. Er was weliswaar concurrentie met het Rasphuis dat in 1595 was opgericht en dat het monopolie voor de verwerking van dit verfhout bezat, maar de handhaving hiervan was gebrekkig en de kwaliteit van het Zaanse product was beter. De opkomst van de synthetische kleurstoffen op basis van aniline hebben het gebruik van verfhout uiteindelijk doen verdwijnen. Het laatste verfhout werd vermalen in Stoomfabriek "De Vooruitgang" van de firma Heyme Vis. Deze productie eindigde in 1914.

## Overige verfmolens
Pas omstreeks 1700 begon men de huizen in kleur te beschilderen. Voor die tijd werden ze hoofdzakelijk geteerd. Na 1700 nam de betekenis van verfmolens sterk toe. De pigmenten werden door de schilders zelf tot verf verwerkt. Hieraan kwam geleidelijk een einde toen omstreeks 1850 het verfblik werd uitgevonden, waarin de verf veel langer houdbaar bleef. Nu ontstonden er verffabrieken die de verfmolens geleidelijk verdrongen, hoewel de molens nog tijdelijk konden profiteerden van de toegenomen vraag. De omstreeks dezelfde tijd opkomende synthetische pigmenten op basis van steenkoolteer deden de verfmolens verdwijnen. Een aantal deed nog een tijd dienst als krijtmolen. De Duinjager in het Kogerveld (bouwjaar 1696) bleef als enige over. Deze vermaalde steenkool ten behoeve van de ijzergieterijen. In 1960 werd het Kogerveld opgespoten. De molen werd afgebroken en in de Zaanse Schans op de onderbouw van oliemolen De Kat geplaatst, het is de laatste verfmolen in Nederland.
Tot de pigmenten die werden geproduceerd behoorde blauwsel, zoals ultramarijn, dat door Avis en Nanninga van Dillewijn & Co. werd geproduceerd. Ook op kobalt en op lakmoes gebaseerde blauwe verfstoffen werden geleverd.
Loodwit werd geproduceerd bij De Veldlust te Oostzaandam (vanaf 1736), De Rob (1720) en Het Gekroonde Zeepaard te Koog aan de Zaan (1694), en De Heining te Oostzaan uit 1762.
Vermiljoen werd geproduceerd op basis van kwikzilver en zwavel, onder meer door Sagharias Jacobsz. (1676).
Ook Zaans groen (Bremergroen, Fries groen, Spaans groen) werd vervaardigd in de loop van de 18e en 19e eeuw. Het was op koperverbindingen gebaseerd.

## Techniek
De verfmolens waren houten windmolens van het type stellingmolen, welke voorzien waren van een onderbouw. Dit was een schuur waar de verschillende grondstoffen en producten in werden opgeslagen en eventueel gedroogd.
Het verfhout werd met bijlen en zagen verkleind en daarna tot poeder vermalen. Ook kuipen met vallende beitels en draaiende schijven met messen werden gebruikt. Ook waren er kollergangen om aardverven en krijt tot poeder te vermalen. Vaak waren er meerdere kollergangen die van elkaar waren afgesloten om de kleuren niet te vermengen. Daarnaast bestonden er stampwerken voor het fijnmaken van zeer harde gesteenten zoals amaril. Uiteindelijk was er een zeefinstallatie om grof en fijngemalen product te scheiden.

## Externe bron
- Sjors van Leeuwen, Tussen Zwart en Wit. Met Stoom, nummer 15, oktober 1993.

beukmolen ·
blauwselmolen ·
cacaomolen ·
hennepklopmolen ·
ijzermolen ·
koldermolen ·
kopermolen ·
korenmolen ·
krijtmolen ·
kruitmolen ·
loodwitmolen ·
mosterdmolen ·
moutmolen ·
oliemolen ·
papiermolen ·
pelmolen ·
pepermolen ·
poldermolen ·
schelpzandmolen ·
schorsmolen ·
slijpmolen ·
snuifmolen ·
specerijenmolen ·
spinmolen ·
trasmolen ·
verfmolen ·
volmolen ·
zaagmolen